# Sokołów (Rychwał)
Sokołów – część miasta Rychwał w Polsce położona w województwie wielkopolskim, w powiecie konińskim, w gminie Rychwał.
Sokołów znajduje się we wschodniej części miasta, około 1,5 km od głównej części.
Dawniej wieś w gminie Dąbroszyn. 1 lipca 1924 włączony do Rychwała.